# Pitkäsaari (ö i Finland, Päijänne-Tavastland, Lahtis, lat 61,16, long 26,12)
Pitkäsaari är en ö i Finland. Den ligger i sjön Konnivesi och i kommunen Heinola i den ekonomiska regionen  Lahtis ekonomiska region  och landskapet Päijänne-Tavastland, i den södra delen av landet, 130 km nordost om huvudstaden Helsingfors. Öns area är 0,5 hektar och dess största längd är 190 meter i nord-sydlig riktning.